# کارملو ایمبریانی
کارملو ایمبریانی (انگلیسی: Carmelo Imbriani; ۱۰ فوریهٔ ۱۹۷۶ – ۱۵ فوریهٔ ۲۰۱۳) بازیکن فوتبال اهل ایتالیا بود.
از باشگاه‌هایی که در آن بازی کرده‌است می‌توان به باشگاه فوتبال کوزنتسا کالچو، باشگاه فوتبال فوجا، باشگاه فوتبال سالرنیتانا، باشگاه فوتبال پیستویزه، باشگاه فوتبال بنونتو، باشگاه فوتبال جنوآ، و باشگاه فوتبال ناپولی اشاره کرد.